# 11427 Willemkolff
11427 Willemkolff eller 2611 P-L är en asteroid i huvudbältet som upptäcktes den 24 september 1960 av den nederländsk-amerikanske astronomen Tom Gehrels och det nederländska astronomparet Ingrid van Houten-Groeneveld och Cornelis Johannes van Houten vid Palomarobservatoriet. Den är uppkallad efter Willem Johan Kolff.
Asteroiden har en diameter på ungefär 12 kilometer.